# Pałac w Wierzbicach
Pałac w Wierzbicach – zabytkowy pałac we wsi Wierzbice.

## Historia
Pierwotnie trójskrzydłowy renesansowy dwór na wodzie otoczony był fosą z mostem. W 1730 r. baron Hildebrand Rudolph von Hundt przebudował go w stylu barokowym. Przy wejściu od strony północnej kartusze z inicjałami, datą 1770 (L) oraz z herbem Hildebrandta Rudolfa von Hund (P). Następna przebudowa na styl  klasycystyczny miała miejsce w XIX w. Od 1845 r. obiekt był własnością hr. H. S. G. von Schweinitz und Krain, następnie do 1945 r. br. von Wietersheim. Siedziba Zakładu Opiekuńczo-Leczniczego dla Dzieci prowadzonego przez Zgromadzenie Sióstr św. Józefa. Zabytek jest częścią zespołu pałacowego, w skład którego wchodzi jeszcze park.

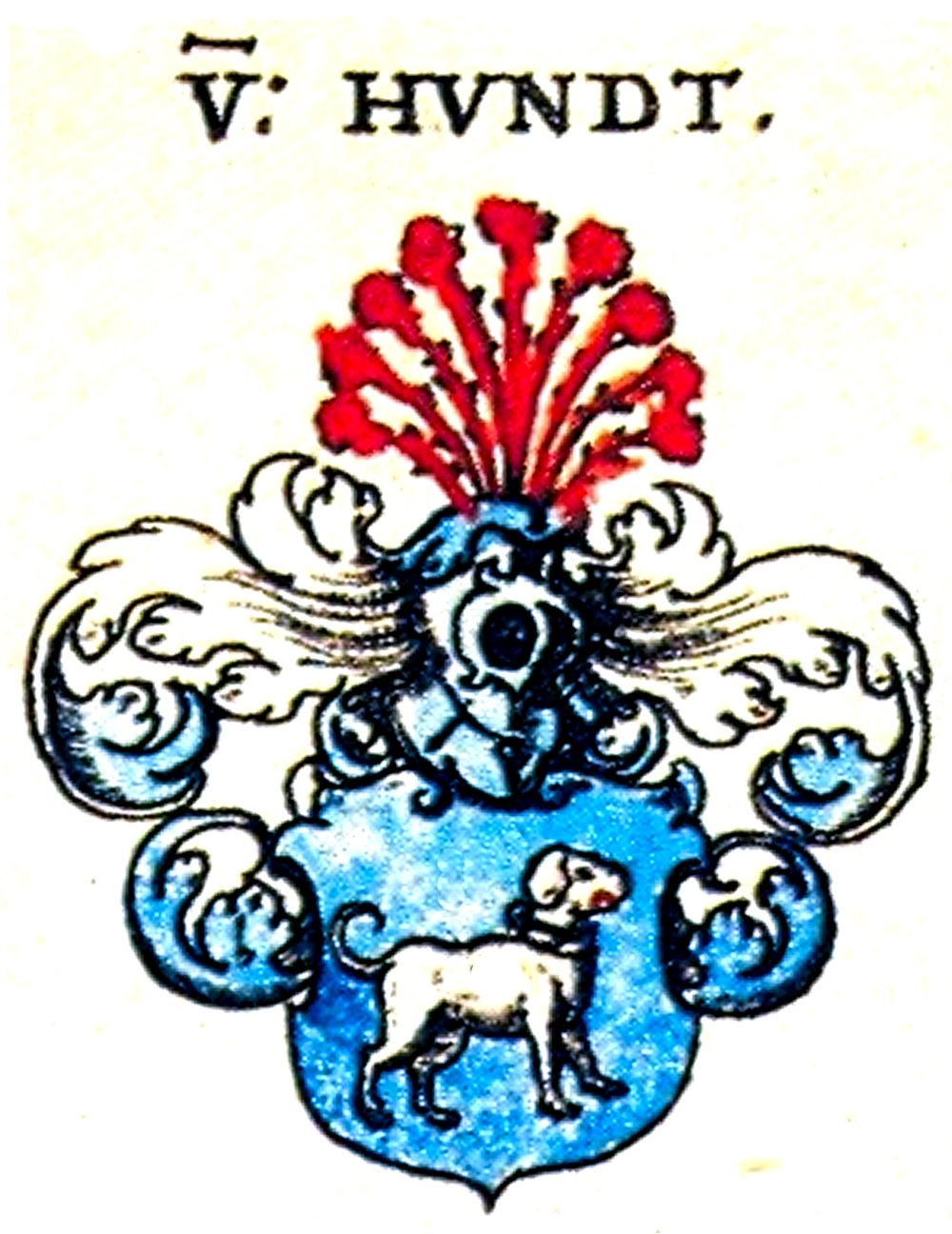
Herb von Hundt